# モーション・コントロール・カメラ
モーションコントロールカメラ (英: Motion control camera) は、コンピューターによりフレーム単位で制御される主としてSFXなどに使われる合成素材を撮影するために使われる特殊な映画用カメラ、あるいはそのシステムの総称。

## 概要
モーションコントロール撮影は、数値制御装置の一種で、コンピュータでコントロールパルスを出力しサーボモーター（高価だが、フィードバックにより位置ずれは起こりにくい。高速回転できるので素早い動きに向いている）やステッピングモーター（比較的安価だが制御パルスにモーターが追いつかない場合等、脱調によりずれる可能性がある。ゆっくりした回転に向いており、無理に高速回転をさせようとすると脱調する）を動かし、カメラや被写体の位置をプログラムして撮影を行う。
基本的にはコンピューターでカメラのシャッター軸と移動するカメラと被写体の位置が撮影フレームごとに制御されており、何度やっても同じ場所に来るものをモーションコントロールカメラという。
世界中で使われている最も有名なモーションコントロールシステム（モーションコントロールプログラムとPCに挿入するカードとジョグボックスのみ）はクーパーコントロール社である。
カメラボディのシャッター軸制御まで及ばないものは、たとえキャメラを動かしていても、モーションコントロールカメラではなく、モーションコントロール（で動く仕掛け）と呼ぶべきである。
理由はカメラのフィルムを動かすシャッター軸と他のモーションコントロールされた部分が無関係に動けば、撮影条件を変えて何度も反復撮影しても、フレーム単位での完全に正確な位置合わせなど不可能（たとえ、頭合わせのクラッパーランプを入れたとしても）だからである。（日本の撮影現場ではC-CAMやMILO等を除いて、このスタイルが非常に多い）
モーションコントロールカメラによる撮影では、人間の手による操作と違い、動きに再現性があるため、精密な合成素材を得ることができる。たとえば、ぴったり一致する「宇宙船」と「宇宙船の輪郭を切り出したマスク」を得るなどのことが可能となる。そのため、モーションコントロールカメラの導入によって合成を前提とした映像作品のクォリティが格段にあがった。
日本の場合、たいていはその都度、要求に応じて部品から組み立てて使われる。クレーン（長いアームの先にカメラを取り付け、アームの角度やカメラの角度などを制御する）・移動車（レールに沿ってカメラが動き、その移動位置やカメラの角度などを制御する）などがある。また、カメラの側ではなく被写体の側の動きを制御することや、カメラと被写体の両方を制御することなども含まれるが、ほとんどの場合カメラのシャッター軸は制御されない。

## カメラのタイプ
撮影する被写体によってモーションコントロールカメラのタイプは大きく二つに分かれる。

### ミニチュア用モーションコントロールカメラ
撮影中に形を変える事のないミニチュア等を例えば１コマ当たり１秒の露光時間で撮影する。ミニチュアに熱変形等の無い低光量で、深い被写界深度を得る為に絞り込み撮影すると必然的にシャッタースピードは遅くせざるを得ないし、ゆっくり動かす事により振動などの問題からも回避する事が出来た。
このタイプには、ダイクストラフレックス、ムースフレックス、C-CAM等がある。

### リアルタイムモーションコントロールカメラ
人が芝居をする中、通常のカメラのように撮影出来る。いわゆるクレーン／移動撮影がモーションコントロールで可能なもの。もちろんフレームレート（撮影コマ数）を変えて撮影し１つの画面に納める事も出来る（例えば、移動するカメラワークに人の芝居とコマ撮りアニメを合成するなど。ミニチュア用のそれと比べて早く動かす事で格段に高度な設計、組み立て技術が要求される。動きのプログラミングも従来のキーフレーム入力後、補間する方法に加えキャメラマンがエンコーダー（センサー）を内蔵した専用のパン棒を操作してリアルタイムにカメラの動きを入力できるようになっている。
このタイプには、MILO、ビスタグライドシステム 等がある。
ビスタグライドシムテムはカメラにまったく同じ動きをさせる原理を利用し、同じ役者を1画面に複数登場させることを可能とした。フィルムの境目をぼかしつつ、マスク処理を施すことで自然な合成が可能であった。以前から1つの画面に同じ役者を登場させる技術はあった（1961年公開『罠にかかったパパとママ』で効果的に使用）がカメラは固定しなければならず、フォーカス送りもできず、境目も直線であった。この技術ではカメラを動かせるようになり、演出の幅が広がった。

## 利用
この様に高度に発達してきた技術ではあるがマッチムーブ技術が一般的になった現在、このリアルタイムモーションコントロール撮影はCG技術に取って代わる局面が圧倒的に増えてきている。
一般にモーションコントロール／モーションコントロールカメラはセットアップ、撤収、動きのプログラムに時間が掛かる為、一般撮影よりも余裕を持ったスケジュールを組まなければならない。ミニチュアなどは専門のスタジオが用意されていた。従って日本では劇映画ではあまり使用される事はなく、主に比較的予算のあるコマーシャル等に利用されている。
モーションコントロール技術は日米では大きな開きが最初からあった。『未知との遭遇』『スター・ウォーズ』に初めて開発、採用されたモーションコントロールカメラの刺激を受けて日本国内のいくつかの劇場映画作品で模倣したが、その本質まで模倣しきれずに不完全な結果に終わった。その理由として既存の機材＝産業ロボットの流用（撮影用に設計されたものではないので、位置精度に問題があったり、シャッター軸の同期は全くとっていない上に回転のバラツキが微妙にあるカメラのモーターを使っていた為に合成用マスクは絶対に合わない）、ラボ＝現像所の技術的問題（モーションブラーの掛かった合成が出来ないからどんなに速い動きのカットでもマスクの輪郭がハッキリしたコマ撮りを行った）などがその原因であろう。
日本での利用実績は、1984年公開の東宝映画『さよならジュピター』に始まると言われる。ここではアマダのティーチングプレイバックロボットが流用された。
数年後にIMAGICA等のラボやアニメーションスタッフルーム、白組等が自社でモーションコントロールカメラシステムを開発し、少しずつ問題を解決していった。
ストップモーション・アニメーションは、ひとコマごとに撮影位置を決め、静止した被写体を撮影するというスタイルのものであった。これは、被写体ブレが生じないため、特に速い動きのアニメーションでは不自然な映像となってしまう。そこでシャッターが開いている時間にもカメラと被写体を動かす事が出来るモーションコントロールカメラを使うアイデアが登場した。これを「ゴー・モーション」という（『ドラゴンスレイヤー』、『ロボコップ2』等に使われている）。しかし、その効果の割に大変なセットアップの手間と被写体の全ての動きをゴーモーション化出来るわけではないので、すぐに廃れてしまった。